# Yonkers Raceway

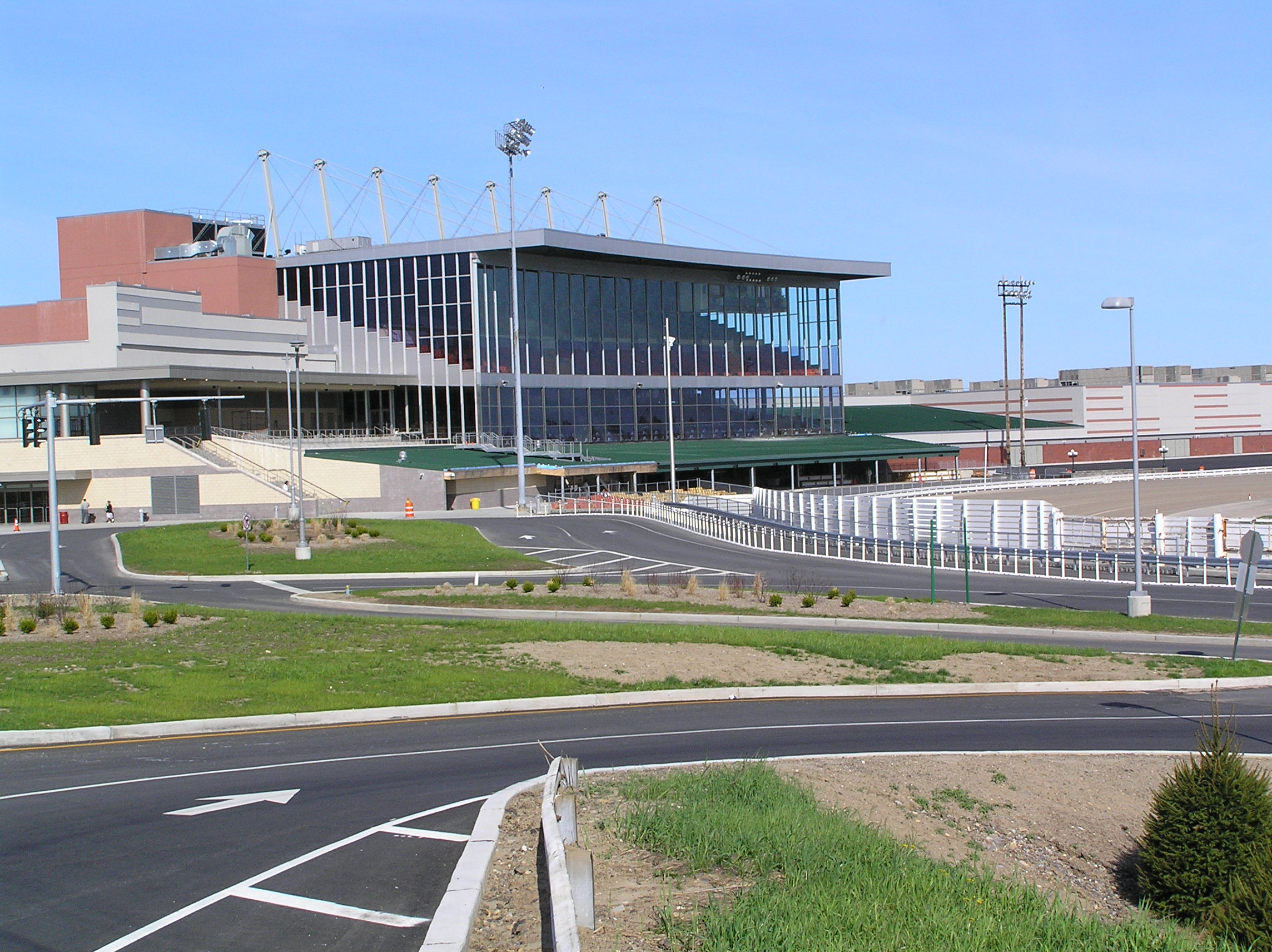
Vy över banan och läktarbyggnaden

Yonkers Raceway är en hästkapplöpningsbana i Yonkers i New York i USA. Banan arrangerar löp inom trav, passgång och galopp. Banovalen mäter 800 meter.
Hästkapplöpningsbanan har också ett kasino under namnet Empire City Casino.

## Historia
Yonkers Raceway grundades redan 1899 under namnet Empire City Race Track. En av många välkända hästar som tävlat på Empire City Race Track är den mytomspunna galopphästen Seabiscuit. Under 1960-talet stod Yonkers Raceway i full blom. och tävlingsdagar hade inte sällan över 30 000 besökare. Sedan 60-talet har Yonkers Raceway förfallit, i alla fall när det kommer till antalet besökare.
Sedan maj 2018 ägs banan av MGM Resorts International, som köpte den av amerikanske fotbollslegenden Art Rooneys familj. Familjen Rooney ägde Yonkers Raceway i 46 år.
Yonkers Raceway är en av få anläggningar i USA som arrangerar travlopp fem dagar i veckan året runt.

## Viktigaste lopp
Exempel på stora lopp som arrangeras på Yonkers Raceway är Yonkers Trot, Art Rooney Pace samt Messenger Stakes. Yonkers Trot ingår i travets Triple Crown, och Messenger Stakes ingår i Triple Crown för passgång. Här körs även finalerna av travserien New York Sire Stakes, samt VM-loppet International Trot.